# Crise de solvabilité
 (avril 2016).
- Si vous ne connaissez pas le sujet, laissez ce bandeau (vous pouvez alors contacter les auteurs).
- Si vous supprimez le contenu mis en cause (vous pouvez préalablement contacter les auteurs),

argumentez précisément cette suppression dans la page de discussion
(un manque de référence n'est pas un argument ; une recherche réelle de référence doit avoir été effectuée, être formellement documentée).
 (avril 2016).
Si vous disposez d'ouvrages ou d'articles de référence ou si vous connaissez des sites web de qualité traitant du thème abordé ici, merci de compléter l'article en donnant les références utiles à sa vérifiabilité et en les liant à la section « Notes et références ».
Une crise de solvabilité est une période où les créanciers et les investisseurs perdent confiance dans certaines entreprises victimes de sous-capitalisation, car les réserves de ces entreprises, jugées trop endettées, ne donnent plus une marge de sécurité suffisante pour leur prêter de l'argent ou entretenir des relations commerciales de long terme avec elles.
La solution à la crise de solvabilité passe par une augmentation de capital, en créant de nouvelles actions, vendues en Bourse aux investisseurs en échange d'une rentrée d'argent frais. Mais pour que ces nouvelles actions intéressent les investisseurs, il faut que leurs cours soient plus bas. Les crises de solvabilité se traduisent donc par un profond ajustement à la baisse des cours de Bourse des entreprises en sous-capitalisation.
Dans les cas où les dirigeants de l'entreprise en sont également actionnaires, ce risque de baisse importante des cours peut les dissuader de réaliser une augmentation de capital.
Une autre solution pour éviter que les cours soient ajustés trop fortement en baisse est de faire appel à des investisseurs publics ou des investisseurs amis, comme l'ont fait de grandes banques américaines ou suisses lors de la crise des subprime, avec l'entrée à leur capital de fonds souverains du Moyen-orient, de Russie ou d'Asie.
Une crise de solvabilité est particulièrement pénalisante pour l'économie dans le cas des banques, car elle réduit drastiquement leur capacité à faire crédit aux petites entreprises. Pour éviter la sous-capitalisation des banques, les autorités internationales ont rendu obligatoire au début des années 80 un ratio de solvabilité, le ratio Cooke, qui les obligent à détenir des capitaux propres représentant au moins 8 % de leurs crédits et autres engagements.